# STAR FRUITS SURF RIDER
「STAR FRUITS SURF RIDER」（スター・フルーツ・サーフ・ライダー）は、1997年7月2日に発売されたCornelius通算6作目のシングル。レコードでリリースされた「STAR FRUITS」「SURF RIDER」の2枚（1997年6月11日に同時発売）や、マタドール・レコードからリリースされた同作品についても、こちらのページで記す。

## 解説
国内リリースのシングルCDとしては5枚目にあたるが、正確には前作はカセットテープでリリースされた『MOON WALK』である。トラットリア・メニュー134。2枚組CD。オリコンではアルバム扱いとなった。
日本盤の12インチレコード「STAR FRUITS」「SURF RIDER」を2台のターンテーブルを使って同時に鳴らすと「STAR FRUITS SURF RIDER」になるというコンセプトの元作られた。CDの各2曲目に収録されている「STAR FRUITS GREEN」と「SURF RIDER BLUE」を2台のCDプレイヤーを使って同時再生すると、同様のことができる。

## 収録曲

### STAR FRUITS SURF RIDER
disc-1
1. STAR FRUITS SURF RIDER（5分43秒）
2. STAR FRUITS GREEN（5分40秒）

disc-2
1. COUNT FIVE OR SIX （3分7秒）
2. SURF RIDER BLUE （5分41秒）

### STAR FRUITS
12インチレコード （トラットリア・メニュー131）
A面
1. STAR FRUITS GREEN
2. COUNT FIVE OR SIX （Out of Phase）

B面
1. THE MICRO DISNEYCAL WORLD TOUR（Remix by Sean O'Hagan from The High Llamas）

### SURF RIDER
12インチレコード （トラットリア・メニュー132）
A面
1. SURF RIDER BLUE
2. COUNT FIVE OR SIX

B面
1. THE MICRO DISNEYCAL WORLD TOUR

### STAR FRUITS SURF RIDER（single version）
マタドール盤 part.1
1. Star Fruits Surf Rider　(single version)
2. Ball In -Kick Off
3. Star Fruits Green

12インチはA面1，2　B面3収録。

### STAR FRUITS SURF RIDER（radio edit）
マタドール盤 part.2
1. Star Fruits Surf Rider （radio edit）
2. Star Fruits Surf Rider （remix by Damon Albarn）
3. Surf Rider Blue

12インチはA面1，2　B面3収録。